# Snart kommer änglarna att landa
Snart kommer änglarna att landa är en julsång skriven av Ulf Lundell. Den var först med som akustisk version på EMI:s julskiva Glitter, glögg & rock'n'roll från 1979, där flera av de medverkande på skivan, som Gyllene Tider och Niklas Strömstedt, sjöng och spelade. En egen och mer genomarbetad version gavs utsom singel inför julen 1981, och det var med den versionen som låten fick framgång. Låten avslutade konserterna på Ulf Lundells vinterturneer under 1980-talet, ofta med att delar av publiken kom upp på scenen. 
Den har också spelats in av kören Ad Libitum 1984 på albumet När morgonen gryr. och av Mauro Scocco 2012 på albumet Årets julklapp! från Mauro Scocco.
2023 släppte Ulf Lundell julskivan "Rött guld", som innehöll en nyinspelning av låten.

## Listplaceringar
| Lista (1982) | Topplacering |
| ------------ | ------------ |
| Sverige      | 10           |

### Fotnoter
1. ↑  ”Glitter glögg & rock 'n' roll”. Svensk mediedatabas. 6 mars 1979. http://smdb.kb.se/catalog/id/001886929. Läst 29 december 2013.
2. ↑  ”Snart kommer änglarna att landa”. Svensk mediedatabas. 6 mars 1981. http://smdb.kb.se/catalog/id/001441392. Läst 29 december 2013.
3. ↑  ”När morgonen gryr”. Svensk mediedatabas. 6 mars 1984. http://smdb.kb.se/catalog/id/001889899. Läst 29 december 2013.
4. ↑  ”Årets julklapp!”. Svensk mediedatabas. 6 mars 2012. http://smdb.kb.se/catalog/id/002861824. Läst 29 december 2013.
5. ↑  Listplacering, läst 29 december 2013